# Francesco Ghiglieri
Francesco Ghiglieri (Cuorgnè, 4 ottobre 1825 – Roma, 5 febbraio 1902) è stato un magistrato e politico italiano.
Magistrato, presidente della Corte suprema di cassazione di Roma, fu nominato senatore del Regno nella XII legislatura.